# Keménynagyszőlős
Keménynagyszőlős, 1912-ig Nagyszőllős (románul Seleuș, vagy Seleușul Mare, németül Großalisch, szászul Grusoëleš) falu Romániában, Maros megyében.

## Fekvése
Segesvártól 8 km-re nyugatra, a Nagy-Küküllő jobb oldali mellékvizének partján fekszik.

## Nevének eredete
Magyar nevében a nagy Kisszőllőssel állítja relációba, míg Kemény- előtagját Kemény János fejedelem emlékezetére kapta, aki az itt vívott csatában halt meg. A német Alisch név valószínűleg szóhatár-eltolódással alakult ki a magyarból. 1319-ben Zewles, 1348-ban Scewlws, 1393-ban Ewlüsch, 1432-ben Ewlesch, 1587-ben Nagy Zeoleos alakban írták.

## Története
Segesvárszéki szász falu volt, bár egy 1348-as irat, amelyben a kolozsmonostori apátság birtokigényét említik, azt jelzi, hogy kezdetben földesúri fennhatóság alatt állhatott. 1488-ban hetven szász családfőt, egy malmot, egy üres házat és három pásztort számoltak össze. Iskolát először 1500-ban említettek a faluban. 1593-ban már 152 adóköteles családfőt jeleznek, amivel közepes méretű falunak számított a székben. A 17. századi háborús idők azonban annyira megviselték, hogy csak 29 családfője maradt életben. 1662 január 23-án az itt vívott, I. Apafi Mihály elleni csatában taposták halálra a lovak Kemény János fejedelmet. Első szomszédsági törvényei 1669-ből maradtak fenn. 1711-ben a szászok mellett kilenc román család is lakta, de templomukat csak 1800-ban építették. 1751-ben kezdődött lakóinak pere a Küküllő vármegyei nemesek ellen, szabadparaszti jogállásuk megtartásáért. 1754-ben katonaságot szállásoltak a faluba, amelynek számára kaszárnyát építettek. 1876-ban Nagy-Küküllő vármegyéhez csatolták. Szász lakói a 20. század utolsó harmadában, főként 1977 és 1992 között elköltöztek.
1850-ben 1128 lakosából 867 volt szász, 133 cigány és 128 román nemzetiségű; 867 evangélikus, 161 ortodox és 100 görögkatolikus vallású.
2002-ben 1781 lakosából 1259 volt román, 451 cigány, 54 német és 13 magyar nemzetiségű; 1561 ortodox, 121 pünkösdi és 59 evangélikus vallású.

## Látnivalók
- Evangélikus erődtemploma gótikus stílusban épült a 15. században. 1503 körül erődítették. Magát a templomot 1820-ban átépítették. Nagyobbik harangja a 14. század végéről való.[2]
- Az eredetileg 1754-ben épült kaszárnyaépületet 1902-ben, neogótikus–eklektikus stílusban, közösségi célokra újították fel. Később iskola működött benne.
- A Szásznádas felé vezető szekérút mellett, az 1661-ben vívott csata helyszínén áll a csata sátortetős, sokszög alapú emlékműve.